# Rune Söderberg
Per Rune Söderberg, född 31 augusti 1915 i Stockholm, död 27 oktober 1977 i Mörbylånga, var en svensk målare och tecknare.
Han var son till förmannen Per Söderberg och Alma Johansson och från 1949 gift med läraren Alfhild Anne-Marie Ahlqvist. Söderberg studerade vid Tekniska skolan i Stockholm 1930–1933 och vid Otte Skölds målarskola 1939–1942 och som specialelev fick han studera för Arvid Fougstedt vid Kungliga konsthögskolan 1942–1945 samt för William Nording. Vid sidan av sina studier genomförde han ett antal studieresor till Tyskland, Portugal, Spanien och Frankrike. Hans tidiga konst var starkt influerad av William Nording med små intima skildringar från bland annat Öland. Separat ställde han ut på Gummesons konsthall i Stockholm 1946 och Eskilstuna 1953. Tillsammans med Arne Brodin ställde han ut i Köping 1947 och tillsammans med Armand Rossander i Kalmar 1949. Han medverkade i några av Sveriges allmänna konstförenings salonger i Stockholm och flera utställningar med provinsiell konst i Småland och på Ölandssalongerna i Ölands Skogsby. Bland han offentliga arbeten märks en altarmålning för Strömsnäsbruks församlingshem och en större väggmålning i Hulterstads gravkapell på Öland. Hans konst består av motiv från Bergslagens hyttor, skifferbrott, järnverk och landskapsskildringar från sina utlandsresor och Öland samt mänskliga förebilder som bönder, smeder, fiskare och timmermän. Söderberg är representerad med oljemålningar vid Kalmar konstmuseum.      